# Yorman Bazardo
Yorman Bazardo, né le 11 juillet 1984 à Maracay (Venezuela), est un joueur vénézuélien de baseball évoluant en Ligue majeure de baseball entre 2005 et 2009. Après la saison 2009, ce Lanceur compte 25 matchs joués et une moyenne de points mérités de 6,86. Bazardo rejoint les Twins du Minnesota en 2011 via un contrat de ligues mineures.

## Carrière
Yorman Bazardo est recruté comme agent libre amateur le 19 juillet 2000 par les Marlins de la Floride. Il passe cinq saisons en Ligues mineures avant d'effectuer ses débuts en Ligue majeure le 26 mai 2005, sa seule apparition au plus haut niveau sous les couleurs des Marlins.
Bazardo est échangé aux Mariners de Seattle le 31 juillet 2005. Il se contente d'évoluer en Ligues mineures durant son séjour au sein de l'organisation des Mariners. Échangé aux Tigers de Détroit le 7 février 2007, il retrouve les terrains de Ligue majeure.
Devenu agent libre après la saison 2008, Bazardo s'engage pour une saison le 7 janvier 2009 avec les Phillies de Philadelphie. À l'issue de l'entraînement de printemps, il est libéré de son contrat. Bazardo signe un contrat de Ligues mineures avec les Astros de Houston le 6 avril 2009. Il commence la saison 2009 avec les Round Rock Express en Triple-A puis est appelé en Ligue majeure à partir du 8 août. Après trois matchs comme releveur les 8, 13 et 15 août, il joue comme lanceur partant le 19 août. 
Bazardo se contente d'évoluer en ligues mineures en 2010 au sein de l'organisation des Astros de Houston. Il rejoint les Twins du Minnesota le 16 novembre 2010 via un contrat de ligues mineures.
En parallèle à cette carrière américaine, Bazardo passent régulièrement ses hivers au Venezuela, où il joue principalement pour les Tigres de Aragua.

## Statistiques
| Saison | Équipe  | G  | GS | CG | SHO | V | D | SV | IP   | SO | ERA   |
| ------ | ------- | -- | -- | -- | --- | - | - | -- | ---- | -- | ----- |
| 2005   | Floride | 1  | 0  | 0  | 0   | 0 | 0 | 0  | 1.2  | 2  | 21,60 |
| 2007   | Détroit | 11 | 2  | 0  | 0   | 2 | 1 | 0  | 23.2 | 15 | 2,28  |
| 2008   | Détroit | 3  | 0  | 0  | 0   | 0 | 0 | 0  | 3.0  | 3  | 24,00 |
| 2009   | Houston | 10 | 6  | 0  | 0   | 1 | 3 | 0  | 32.0 | 17 | 7,88  |
| Totaux | Totaux  | 25 | 8  | 0  | 0   | 3 | 4 | 0  | 60.1 | 37 | 6,86  |

Note : G = Matches joués ; GS = Matches comme lanceur partant ; CG = Matches complets ; SHO = Blanchissages ; 
V = Victoires ; D = Défaites ; SV = Sauvetages ; IP = Manches lancées ; SO = Retraits sur des prises ; ERA = Moyenne de points mérités.